# Grammy Awards 1998
Die 40. Verleihung der Grammy Awards fand am 25. Februar 1998 statt.
Beim Grammy Award 1998 gab es 92 Kategorien in 26 Feldern sowie vier Ehren-Grammys für das Lebenswerk.

## Hauptkategorien
Single des Jahres (Record of the Year):
- "Sunny Came Home" von Shawn Colvin

Album des Jahres (Album of the Year):
- Time Out Of Mind von Bob Dylan

Song des Jahres (Song of the Year):
- "Sunny Came Home" von Shawn Colvin (Autoren: John Leventhal, Shawn Colvin)

Bester neuer Künstler (Best New Artist):
- Paula Cole

## Arbeit hinter dem Mischpult
Produzent des Jahres, ohne klassische Musik (Producer Of The Year, Non-Classical):
- Babyface

Produzent des Jahres, klassische Musik (Producer Of The Year, Classical):
- Steven Epstein

Beste Abmischung eines Albums, ohne klassische Musik (Best Engineered Album, Non-Classical):
- Hourglass von James Taylor

Beste Abmischung eines Albums, klassische Musik (Best Engineered Album, Classical):
- Copland: The Music of America (Fanfare for the Common Man; Rodeo etc.) vom Cincinnati Pops Orchestra unter Leitung von Erich Kunzel

Remixer des Jahres, ohne klassische Musik (Remixer Of The Year, Non-Classical):
- Frankie Knuckles

## Pop
Beste weibliche Gesangsdarbietung – Pop (Best Female Pop Vocal Performance):
- "Building A Mystery" von Sarah McLachlan

Beste männliche Gesangsdarbietung – Pop (Best Male Pop Vocal Performance):
- "Candle In The Wind 1997" von Elton John

Beste Darbietung eines Duos oder einer Gruppe mit Gesang – Pop (Best Pop Performance By A Duo Or Group With Vocals):
- "Virtual Insanity" von Jamiroquai

Beste Zusammenarbeit mit Gesang – Pop (Best Pop Collaboration With Vocals):
- "Don't Look Back" von John Lee Hooker & Van Morrison

Beste Instrumentaldarbietung – Pop (Best Pop Instrumental Performance):
- "Last Dance" von Sarah McLachlan

Bestes Popalbum (Best Pop Album):
- Hourglass von James Taylor

Beste Dance-Aufnahme (Best Dance Recording):
- "Carry On" von Giorgio Moroder & Donna Summer

## Traditioneller Pop
Bestes Gesangsalbum – Traditioneller Pop (Best Traditional Pop Vocal Album):
- Tony Bennett On Holiday von Tony Bennett

## Rock
Beste weibliche Gesangsdarbietung – Rock (Best Female Rock Vocal Performance):
- "Criminal" von Fiona Apple

Beste männliche Gesangsdarbietung – Rock (Best Male Rock Vocal Performance):
- "Cold Irons Bound" von Bob Dylan

Beste Darbietung eines Duos oder einer Gruppe mit Gesang – Rock (Best Rock Performance By A Duo Or Group With Vocals):
- "One Headlight" von den Wallflowers

Beste Hard-Rock-Darbietung (Best Hard Rock Performance):
- "The End Is The Beginning Is The End" von den Smashing Pumpkins

Beste Metal-Darbietung (Best Metal Performance):
- "Ænima" von Tool

Beste Darbietung eines Rockinstrumentals (Best Rock Instrumental Performance):
- "Block Rockin' Beats" von den Chemical Brothers

Bester Rocksong (Best Rock Song):
- "One Headlight" von den Wallflowers (Autor: Jakob Dylan)

Bestes Rock-Album (Best Rock Album):
- Blue Moon Swamp von John Fogerty

## Alternative
Bestes Alternative-Album (Best Alternative Music Album):
- OK Computer von Radiohead

## Rhythm & Blues
Beste weibliche Gesangsdarbietung – R&B (Best Female R&B Vocal Performance):
- "On & On" von Erykah Badu

Beste männliche Gesangsdarbietung – R&B (Best Male R&B Vocal Performance):
- "I Believe I Can Fly" von R. Kelly

Beste Darbietung eines Duos oder einer Gruppe mit Gesang – Pop (Best R&B Performance By A Duo Or Group With Vocals):
- "No Diggity" von Blackstreet

Bester R&B-Song (Best R&B Song):
- "I Believe I Can Fly" von R. Kelly (Autor: Robert Kelly)

Bestes R&B-Album (Best R&B Album):
- Baduizm von Erykah Badu

## Rap
Beste Solodarbietung – Rap (Best Rap Solo Performance):
- "Men in Black" von Will Smith

Beste Darbietung eines Duos oder einer Gruppe – Rap (Best Rap Performance By A Duo Or Group):
- "I’ll Be Missing You" von Puff Daddy, Faith Evans und 112

Bestes Rap-Album (Best Rap Album):
- No Way Out von Puff Daddy & The Family

## Country
Beste weibliche Gesangsdarbietung – Country (Best Female Country Vocal Performance):
- How Do I Live von Trisha Yearwood

Beste männliche Gesangsdarbietung – Country (Best Male Country Vocal Performance):
- Pretty Little Adriana von Vince Gill

Beste Countrydarbietung eines Duos oder einer Gruppe (Best Country Performance By A Duo Or Group With Vocal):
- Looking In The Eyes Of Love von Alison Krauss & Union Station

Beste Zusammenarbeit mit Gesang – Country (Best Country Collaboration With Vocals):
- In Another's Eyes von Garth Brooks & Trisha Yearwood

Bestes Darbietung eines Countryinstrumentals (Best Country Instrumental Performance):
- Little Liza Jane von Alison Krauss & Union Station

Bester Countrysong (Best Country Song):
- Butterfly Kisses von Bob Carlisle / Jeff Carson / Raybon Bros. (Autoren: Bob Carlisle, Randy Thomas)

Bestes Countryalbum (Best Country Album):
- Unchained von Johnny Cash

Bestes Bluegrass-Album (Best Bluegrass Album):
- So Long So Wrong von Alison Krauss & Union Station

## New Age
Bestes New-Age-Album (Best New Age Album):
- Landmarks von Clannad

## Jazz
Beste zeitgenössisches Jazzdarbietung (Best Contemporary Jazz Performance):
- Into The Sun von Randy Brecker

Beste Jazz-Gesangsdarbietung (Best Jazz Vocal Performance):
- Dear Ella von Dee Dee Bridgewater

Bestes Jazz-Instrumentalsolo (Best Jazz Instrumental Solo):
- "Stardust" von Doc Cheatham & Nicholas Payton

Beste Jazz-Instrumentaldarbietung, Einzelkünstler oder Gruppe (Best Jazz Instrumental Performance, Individual or Group):
- Beyond The Missouri Sky von Charlie Haden & Pat Metheny

Beste Darbietung eines Jazz-Großensembles (Best Large Jazz Ensemble Performance):
- Joe Henderson Big Band von der Joe Henderson Big Band

Beste Latin-Jazz-Darbietung (Best Latin Jazz Performance):
- Habana von Roy Hargrove's Crisol

## Gospel
Bestes Rock-Gospel-Album (Best Rock Gospel Album):
- Welcome To The Freak Show: dc Talk Live In Concert von dc Talk

Bestes zeitgenössisches / Pop-Gospelalbum (Best Pop / Contemporary Gospel Album):
- Much Afraid von den Jars Of Clay

Bestes Southern-, Country- oder Bluegrass-Gospelalbum (Best Southern, Country, or Bluegrass Gospel Album):
- Amazing Grace 2: A Country Salute To Gospel von verschiedenen Interpreten

Bestes traditionelles Soul-Gospelalbum (Best Traditional Soul Gospel Album):
- I Couldn't Hear Nobody Pray von den Fairfield Four

Bestes zeitgenössisches Soul-Gospelalbum (Best Contemporary Soul Gospel Album):
- Brothers von Take 6

Bestes Gospelchor-Album (Best Gospel Choir Or Chorus Album):
- God's Property From Kirk Franklin's Nu Nation von God's Property unter Leitung von Myron Butler, Kirk Franklin und Robert Searight II

## Latin
Beste Latin-Pop-Darbietung (Best Latin Pop Performance):
- Romances von Luis Miguel

Beste Latin-Rock-/Alternative-Darbietung (Best Latin Rock / Alternative Performance):
- Fabulosos Calavera von Los Fabulosos Cadillacs

Beste Tropical-Latin-Darbietung (Best Tropical Latin Performance):
- Buena Vista Social Club von Ry Cooder

Beste Darbietung mexikanisch-amerikanischer oder Tejano-Musik (Best Mexican-American / Tejano Music Performance):
- En tus manos von La Mafia

## Blues
Bestes traditionelles Blues-Album (Best Traditional Blues Album):
- Don't Look Back von John Lee Hooker

Bestes zeitgenössisches Blues-Album (Best Contemporary Blues Album):
- Señor Blues von Taj Mahal

## Folk
Bestes traditionelles Folkalbum (Best Traditional Folk Album):
- L'amour ou la folie von Beausoleil

Bestes zeitgenössisches Folkalbum (Best Contemporary Folk Album):
- Time Out Of Mind von Bob Dylan

## Reggae
Bestes Reggae-Album (Best Reggae Album):
- Fallen Is Babylon von Ziggy Marley and the Melody Makers

## Weltmusik
Bestes Weltmusikalbum (Best World Music Album):
- Nascimento von Milton Nascimento

## Polka
Bestes Polkaalbum (Best Polka Album):
- Living On Polka Time von Jimmy Sturr

## Für Kinder
Bestes Musikalbum für Kinder (Best Musical Album For Children):
- All Aboard! von John Denver

Bestes gesprochenes Album für Kinder (Best Spoken Word Album For Children):
- Winnie-the-Pooh von Charles Kuralt

## Sprache
Bestes gesprochenes Album (Best Spoken Word Album):
- Charles Kuralt's Spring von Charles Kuralt

Bestes gesprochenes Comedyalbum (Best Spoken Comedy Album):
- Roll With The New von Chris Rock

## Musical Show
Bestes Musical-Show-Album (Best Musical Show Album):
- Chicago von verschiedenen Interpreten

## Komposition / Arrangement
Beste Instrumentalkomposition (Best Instrumental Composition):
- "Aung San Suu Kyi" von Herbie Hancock & Wayne Shorter (Autor: Wayne Shorter)

Bestes Instrumentalarrangement (Best Instrumental Arrangement):
- "Straight, No Chaser" von der Bill Holman Band (Arrangeur: Bill Holman)

Bestes Instrumentalarrangement mit Gesangsbegleitung (Best Instrumental Arrangement Accompanying Vocal(s)):
- "Cotton Tail" von Dee Dee Bridgewater (Arrangeur: Slide Hampton)

Bester Song geschrieben speziell für Film oder Fernsehen (Best Song Written Specifically For A Motion Picture Or For Television):
- "I Believe I Can Fly" (aus Space Jam) von R. Kelly (Autor: Robert Kelly)

Beste Instrumentalkomposition geschrieben für Film oder Fernsehen (Best Instrumental Composition Written For A Motion Picture Or For Television):
- The English Patient von Gabriel Yared

## Packages und Album-Begleittexte
Bestes Aufnahme-Paket (Best Recording Package):
- Titanic – Music As Heard On The Fateful Voyage von verschiedenen Interpreten

Bestes Aufnahme-Paket als Box (Best Recording Package – Boxed):
- Beg, Scream And Shout! The Big Ol' Box of '60s Soul von verschiedenen Interpreten

Bester Album-Begleittext (Best Album Notes):
- Anthology of American Folk Music (1997 Edition Expanded) von verschiedenen Interpreten (Verfasser: Chuck Pirtle, Eric von Schmidt, Jeff Place, John Fahey, Jon Pankake, Kip Lornell, Luc Sante, Luis Kemnitzer, Neil V. Rosenberg, Peter Stampfel)

## Historische Aufnahmen
Bestes historisches Album (Best Historical Album):
- Anthology Of American Folk Music (1997 Edition Expanded) von verschiedenen Interpreten

## Klassische Musik
Bestes Klassik-Album (Best Classical Album):
- Premieres – Cello Concertos (Werke von Richard Danielpour, Leon Kirchner, Christopher Rouse) von Yo-Yo Ma und das Philadelphia Orchestra unter Leitung von David Zinman

Beste Orchesterdarbietung (Best Orchestral Performance):
- Berlioz: Symphonie fantastique; Tristia vom Cleveland Orchestra unter Leitung von Pierre Boulez

Beste Opernaufnahme (Best Opera Recording):
- Wagner: Die Meistersinger von Nürnberg vom Chicago Symphony Orchestra unter Leitung von Georg Solti

Beste Chordarbietung (Best Choral Performance):
- Adams: Harmonium / Rachmaninow: Die Glocken vom Atlanta Symphony Orchestra & Chor unter Leitung von Robert Shaw

Beste Soloinstrument-Darbietung mit Orchester (Best Instrumental Soloist(s) Performance with Orchestra):
- Premieres – Cello Concertos (Werke von Danielpour, Kirchner, Rouse) von Yo-Yo Ma und das Philadelphia Orchestra unter Leitung von David Zinman

Beste Soloinstrument-Darbietung ohne Orchester (Best Instrumental Soloist(s) Performance without Orchestra):
- Bach: Suiten für Cello Solo Nr. 1-6  von János Starker

Beste Kammermusik-Darbietung (Best Chamber Music Performance):
- Beethoven: Die Streichquartette vom Emerson String Quartet

Beste Darbietung eines Kleinensembles (Best Small Ensemble Performance):
- Hindemith: Kammermusik Nr. 1 mit Finale 1921, Op. 24 Nr. 1 von Mitgliedern der Berliner Philharmoniker unter Leitung von Claudio Abbado

Beste klassische Gesangsdarbietung (Best Classical Vocal Performance):
- An Italian Songbook (Werke von Bellini, Donizetti, Rossini) von Cecilia Bartoli

Beste zeitgenössische klassische Komposition (Best Classical Contemporary Composition):
- Adams. El Dorado vom Hallé Orchestra unter Leitung von Kent Nagano (Komponist: John Adams)

## Musikvideo
Bestes Musik-Kurzvideo (Best Short Form Music Video):
- "Got 'Till It's Gone" von Janet Jackson

Bestes Musik-Langvideo (Best Long Form Music Video):
- Jagged Little Pill, Live von Alanis Morissette

## Special Merit Awards

### Grammy Lifetime Achievement Award
- Paul Robeson
- Bo Diddley
- Mills Brothers
- Roy Orbison

Trustees Award
- Hollund-Dozier-Hollund
- Frances Preston
- Richard Rodgers